# مطار أدرار - توات الشيخ سيدي محمد بن لكبير
مطار أدرار - توات الشيخ سيدي محمد بن لكبير (إياتا: AZR، إيكاو: DAUA) هو مطار دولي يقع في أدرار جنوب الجزائر.

## شركات الطيران
| شركات الطيران           | الوجهات                                                |
| ----------------------- | ------------------------------------------------------ |
| الخطوط الجوية الجزائرية | الجزائر، وهران، قسنطينة، ورقلة، عين صالح، تمنراست، جدة |
| طيران الطاسيلي          | الجزائر، وهران                                         |